# Computer-aided architectural design

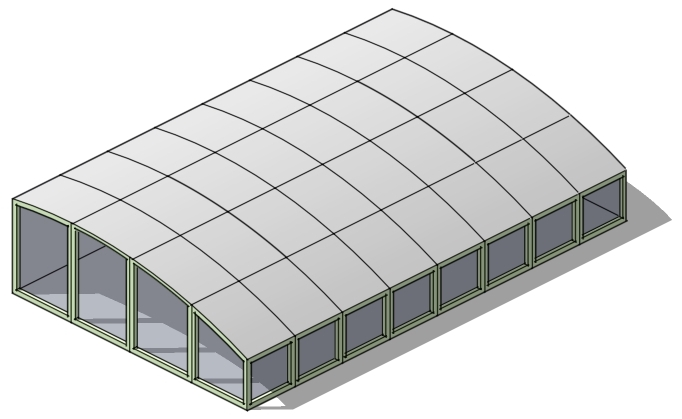
Entwurf einer Halle mit Schattendarstellung durch CAAD-Software.

Computer-aided architectural design (kurz CAAD) ist rechnergestützter Entwurf für Architekten.
AEC (Architecture, Engineering, Construction) ist eine ähnliche Bezeichnung, die aber auch Ingenieure und Konstrukteure als Zielgruppe einbezieht.
Schon seit den 1960er Jahren versucht man, mithilfe geeigneter Software bei der Modellierung räumlicher Gebilde Zeit einzusparen. Die Anwendung von gewöhnlichen CAD-Programmen war oft mit Schwierigkeiten verbunden, da sie nicht alle notwendigen Planungs- und Entwurfswerkzeuge besaßen, sodass sich eine eigenständige CAD-Anwendung für den Architekturbereich entwickelte.
Basierend auf den CAAD-Dateien können mittels CAAM Modelle hergestellt werden.

## Merkmale
Im Gegensatz zur Standard CAD-Software kann der Architekt auf bauspezifische Objekte und Daten zurückgreifen. Die Software kennt sämtliche Bauteile mitsamt Eigenschaften und unterstützt die kreative Nutzung während der Entwurfsphase.
Die Grenzen zwischen CAAD-Software und anderer rechnergestützter Zeichensoftware lassen sich nicht immer klar ziehen. So werden auch klassische Animationsprogramme verwendet, um Entwürfe von Architekten darzustellen und zu präsentieren bzw. zu animieren. Auch die Anwendung der Finite-Elemente-Methode kann Bestandteil einer CAAD-Software sein und dient für rechnerische Nachweise von Gebäudestrukturen.

## Aufbau
Der Aufbau typischer CAAD-Software besteht üblicherweise aus mindestens zwei Ebenen. Die erste Ebene dient der Berechnung und der Darstellung der geometrischen Definition des Entwurfs. Diese innere Repräsentanz kann, je nach Software, aus 2D- oder 3D-Modellen bestehen. Auf dieser Ebene werden die Pläne mit weiteren Daten wie Beschriftungen, Vermaßungen und Materialeigenschaften verknüpft. Die Ergebnisse dieses Prozesses können als Pläne, in Grundrissen, Schnitten, Ansichten und bei 3D-Modellen in räumlichen Darstellungen ausgegeben werden.
Auf einer zweiten Ebene werden diese mit Zusatzinformationen versehenen, geometrischen Körper analysiert. Damit lassen sich Listen erstellen, etwa Flächenlisten und Listen zur Massenermittlung, Stücklisten, teilweise Bauzeitenpläne.

## CAAD-Programme
Kommerzielle Produkte:
- Allplan
- ArchiCAD
- Revit
- Vectorworks

Freeware:
- Creo Elements/Direct Modeling Express
- Envisioneer Express
- Sweet Home 3D
- Zum Modellieren von Gebäuden in Google Earth dient SketchUp und in Windows Live Maps das Programm Caligari trueSpace